# Florence Nash
Florence Nash (de soltera Ryan) (2 de octubre de 1888 — 2 de abril de 1950) fue una actriz y autora estadounidense. Fue de la hermana de la actriz de cine y teatro, Mary Nash.

## Primeros años
Florence era hija de James H. y Ellen Frances (de soltera McNamara) Ryan. Ella y su hermana adoptaron el apellido de su padrastro, Philip F. Nash, un ejecutivo de contratación de espectáculos de vodevil, que se casó con su madre tras la muerte de su padre, un abogado. Nash era católica y demócrata de toda la vida.

## Carrera
Comenzó su carrera como actriz en 1907 y obtuvo su primer éxito en 1912 interpretando a Aggie Lynch en Within the Law. Fue una destacada actriz de teatro y comediante de vodevil hasta la década de 1930 (apareciendo en sketches como In 1999), cuando se trasladó a Hollywood para probar suerte en el cine. Su papel más destacado fue el de "Nancy Blake" en la exitosa película de MGM de 1939 The Women.
También fue autora de un libro de poesía, June Dusk, publicado en 1918.

## Muerte
Tras retirarse de la actuación en 1939, pasó la siguiente década viviendo en Hollywood, California, donde falleció el 2 o 3 de abril de 1950.

## Filmografía
| Poster | Película          | Papel                | Año  | Ref.  |
| ------ | ----------------- | -------------------- | ---- | ----- |
|        | Springtime        | Madeline De Vallette | 1914 | [ 6 ] |
|        | It's a Great Life | Ma Emmy Barclay      | 1935 | [ 7 ] |
|        | The Women         | Nancy Blake          | 1939 | [ 5 ] |